# Chumbicha
Chumbicha è un comune di seconda categoria dell'Argentina, capoluogo del dipartimento di Capayán, nella provincia di Catamarca.